# Lasiocercis niveosignata
Lasiocercis niveosignata là một loài bọ cánh cứng trong họ Cerambycidae.